# Дом террора
Дом террора (венг. Terror Háza, также Музей террора) — музей на проспекте Андраши в Будапеште, располагается в здании бывшего Управления государственной безопасности Венгрии и посвящён трагическим периодам тоталитарной истории Венгрии.

## История музея

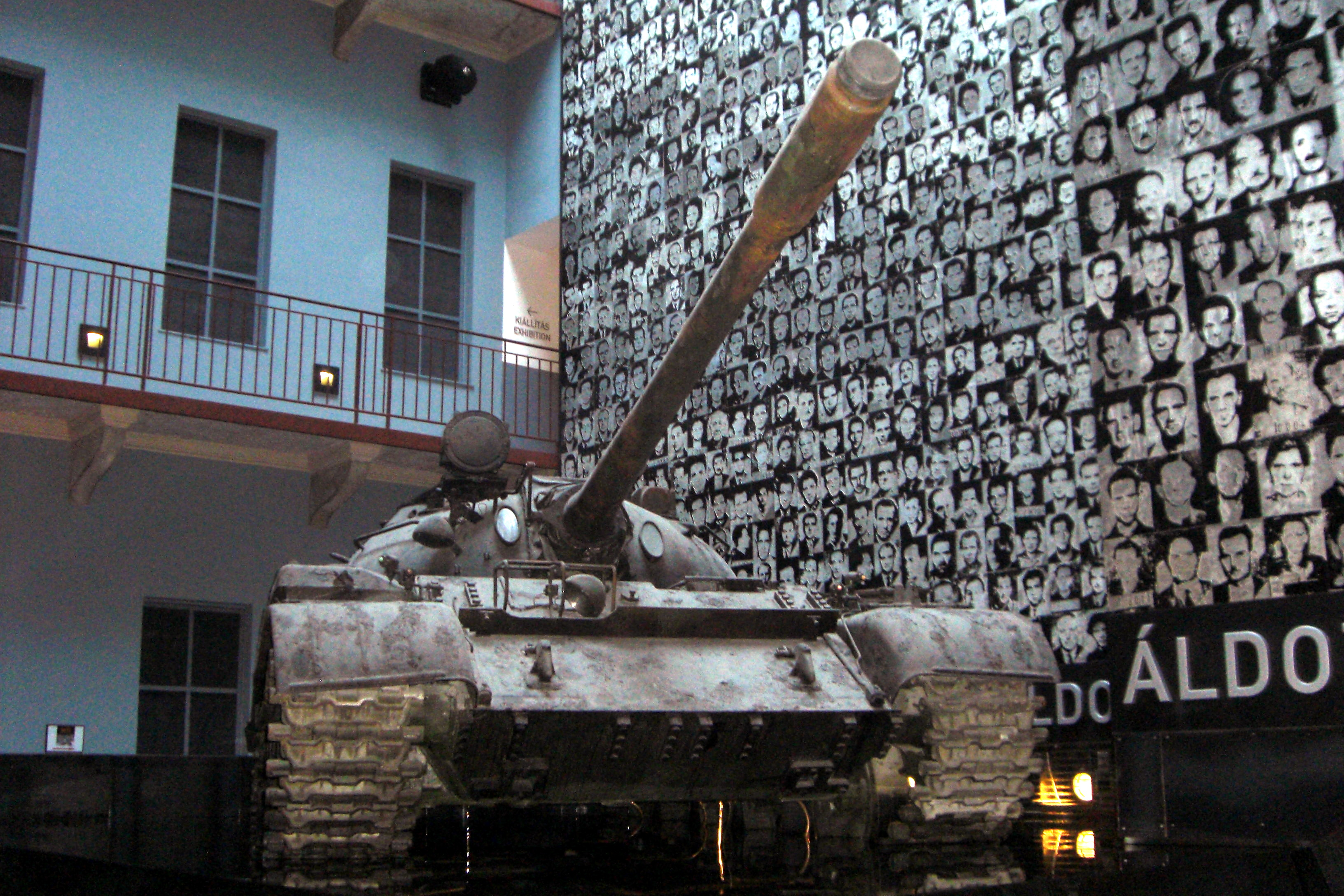
Стена памяти советских жертв

В здании, построенном в 1880 году по проекту архитектора Адольфа Фести, с весны 1945 года и до осени 1956 года здесь находилась спецтюрьма, где подвергались пыткам участники движения сопротивления, а в послевоенное время противники режима. В ходе восстания 1956 года тюрьму захватили повстанцы, освободив узников, а затем организовывая бесплатные экскурсии всех желающих в пыточные и расстрельные подвалы здания. После подавления восстания советскими войсками, тюрьма на короткое время перешла под контроль КГБ, а затем, после перепланировки и демонтажа расстрельных подвалов здания, была передана венгерскому «комсомолу». После комсомольцев там сменяя друг друга находились различные государственные конторы.

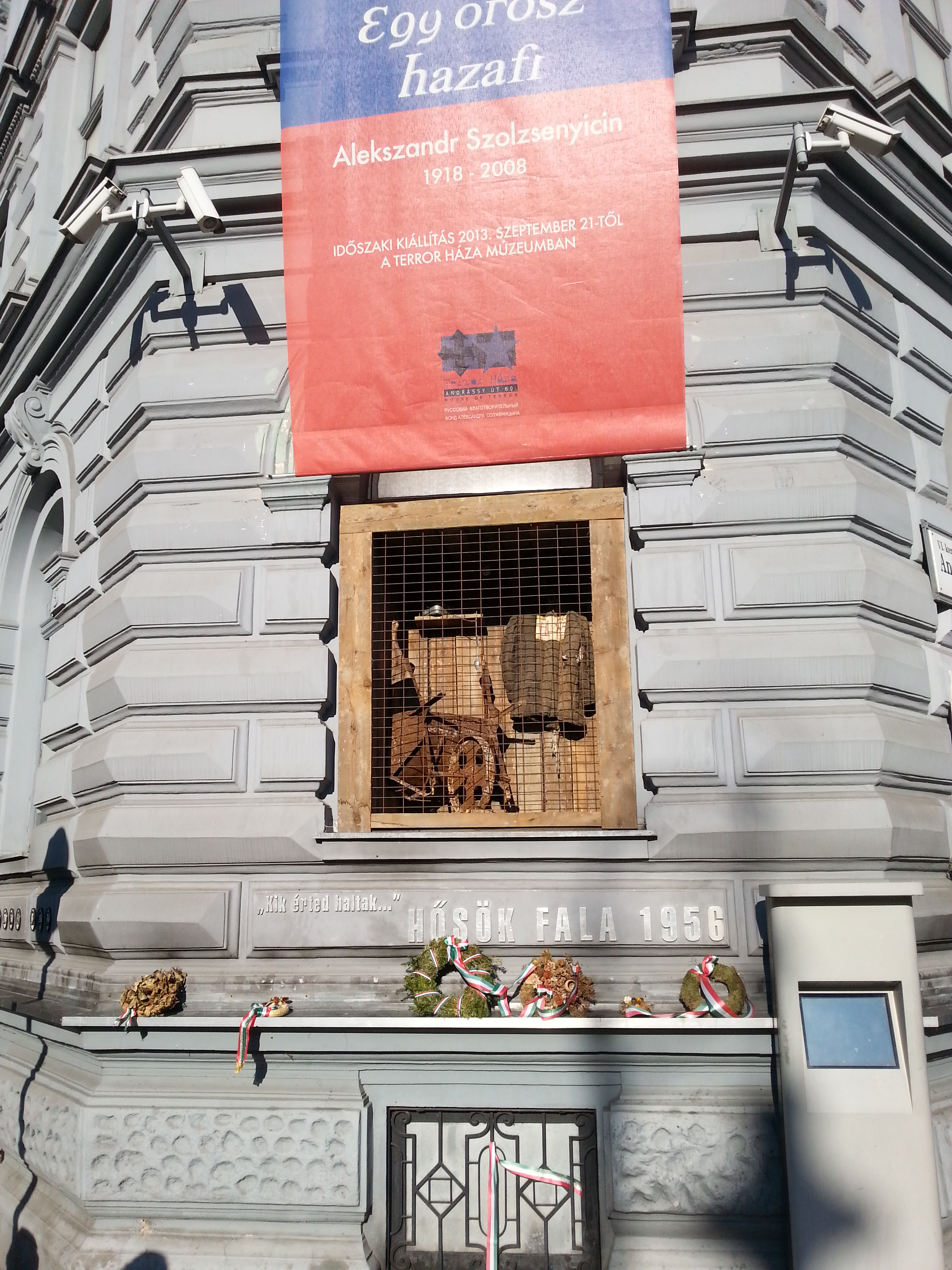
Камера смертников, где совершались казни через повешение

Согласно описанию детально обследовавшего здание В. Суворова, к парадному здания примыкали фойе, ленинская комната, всюду были развешаны портреты вождей, устланы красные ковровые дорожки, а в нижнем ярусе (полуподвале) располагались пыточные, камера смертников и камеры для заключённых. Пыточные находились в глубине здания. Пол в пыточных был выполнен частично обрезиненным, чтобы легче было смывать с него кровь допрашиваемых, частично покрытым металлической плиткой, к которой был подведен электрический ток, также там имелись паяльники, резиновые палки и другие средства добычи показаний от узников, для звукоизоляции стены пыточных были завешены матрацами. Камеры для заключённых были высотой порядка 1,2 м, бетонный пол в них ничем не был покрыт. Окно в камере смертников выходило непосредственно на улицу, поэтому смертников вводили в помещение и вешали с мячиком во рту, чтобы на улице не было слышно их стенаний.
В начале 2000-х годов здание было выкуплено Фондом исследований истории и общества Восточной и Центральной Европы и реконструировано. В частности, здание обзавелось широким козырьком с выбитой на нём надписью «TERROR», а также символами коммунизма (красной звездой) и венгерского фашизма (скрещёнными стрелами). В солнечную погоду этот козырёк отбрасывает тень с огромными буквами на фасад здания. С февраля 2002 года в здании располагается музей, в котором имеются две экспозиции, посвященные двум периодам истории Венгрии.